# Ивонинская (Верховажский район)
Ивонинская — деревня в Верховажском районе Вологодской области.
Входит в состав Нижнекулойского сельского поселения, с точки зрения административно-территориального деления — в Нижнекулойский сельсовет.
Расстояние по автодороге до районного центра Верховажья — 4 км, до центра муниципального образования Урусовской — 7 км. Ближайшие населённые пункты — Герасимовская, Щекотовская, Босыгинская.
По переписи 2002 года население — 4 человека.